# نیکلاس مارین
نیکلاس مارین (انگلیسی: Nicolas Marin؛ زادهٔ ۲۹ اوت ۱۹۸۰) بازیکن فوتبال اهل فرانسه است.
از باشگاه‌هایی که در آن بازی کرده‌است می‌توان به باشگاه فوتبال لوریان، باشگاه فوتبال اوسر، باشگاه فوتبال باستیا، باشگاه فوتبال سیون، باشگاه فوتبال سدان، باشگاه فوتبال لوزان-اسپورت، باشگاه فرهنگی ورزشی دبی، باشگاه فوتبال پلیموث آرگیل، و باشگاه فوتبال سن-اتین اشاره کرد.